# Murk (voornaam)
Murk is een van oorsprong Friese voornaam. Ook is het de naam van een riviertje nabij het Friese dorp Giekerk. 

## Myrkr
Waarschijnlijk is de naam Murk etymologisch verwant met het Engelse murky (troebel) en het Oudnoordse woord myrkr (donker, mistig, moeras). De y van myrkr spreekt men uit als een u. Omdat het taalgebied van het Oudfries (een West-Germaanse taal) ooit grensde aan het Noord-Germaanse taalgebied (de Scandinavische talen, waaronder het Oudnoords) is het mogelijk dat het woord ook een betekenis had in het Oudfries. De naam van het riviertje Murk zou daarvan een verbastering kunnen zijn, aangezien dat gebied ooit moerasland was. Of ook de voornaam daarin zijn oorsprong heeft, is niet bekend. Waarschijnlijk bestaat er ook een spellingsvariant "Mork".

## Verbreiding
Tot in de 19de eeuw kwam de naam nog regelmatig voor in Friesland, maar tegenwoordig is dat anders. Vooral binnen de afstammingsgroep van de families Lelsz  en Lels komt deze voornaam echter nog regelmatig voor. Binnen deze groep alleen al waren dat er 15 in 1990. Een belangrijke voorouder is Murk Lelsz. Er is tegenwoordig een grote kans dat een "Murk" in onze tijd verwant is aan deze familie. Door emigratie komt de naam tegenwoordig voor tot in Australië.

## Gebruik
- Murk komt ook voor in combinatie met andere namen. Vaak is dat de voornaam Jan, met en zonder streepje, bijvoorbeeld Jan Murk of Murk-Jan.
- Er bestaan ook twee vrouwelijke vormen van de naam: Murkina en Murkje
- In de Anton Wachter-romans van Simon Vestdijk komt het personage Murk Tuinstra voor. De titel van het tweede deel in de reeks is Surrogaten voor Murk Tuinstra.
- Ook in 'Dichter zijnde', een gedicht van Anton Korteweg uit De stormwind van zijn hand, komt een personage Murk voor, een verwijzing naar zijn studievriend Murk Salverda. Murk is daar iemand die de dichter vertelt hoe hij (romantische) poëzie moet schrijven.
- In de recente Nederlandse jongerencultuur (straattaal) wordt het woord Murks gebruikt als niet duidelijk is of iemand Marokkaans of Turks is.

## Bekende naamdragers
- Murk van Phelsum (1730-1799), arts te Sneek
- Murk Boerstra (1883-1953), commandant van het Koninklijk Nederlandsch-Indisch Leger
- Murk Daniël Ozinga (1902-1968) hoogleraar in de geschiedenis van de bouwkunst te Utrecht
- Jan Murk de Vries (1919), Fries kunstenaar
- Murk van der Bijl (1928-1994), historicus